# Artémas de Lystre
Pour les articles homonymes, voir Artémas.
Artémas est un disciple de Jésus, qui fut collaborateur et compagnon de Paul de Tarse, et plus tard évêque de Lystre.

## Disciple de Jésus et compagnon de Paul de Tarse
D’après la Tradition, Artémas serait l’un des septante disciples, mentionnés dans l'Évangile selon Luc, envoyés par Jésus pour répandre la Bonne Nouvelle. Artémas aurait ainsi compté parmi les cent-vingt disciples, présents le jour de la Pentecôte, pour y recevoir l'Esprit saint.
Il a ensuite été compagnon de Paul pendant son séjour à Nicopolis en 64-65. Ce dernier le mentionne d’ailleurs dans son Épître à Tite, en même temps que Tychique :

« Lorsque je t'aurai envoyé Artémas ou Tychique, efforce-toi de me rejoindre à Nicopolis : c’est là que j’ai décidé de passer l’hiver. »

— Tt 3:12
Il aurait ensuite poursuivi ses activités apostoliques dans la ville de Lystre en Lycaonie, où il exerça charge d'évêque pendant quelques années avant de mourir de mort naturelle.

## Calendrier liturgique
L'Église catholique célèbre saint Artémas le 21 juin, tandis que les églises chrétiennes d'Orient le célèbre le 30 octobre.